# 马圈堡乡
马圈堡乡，是中华人民共和国河北省张家口阳原县下辖的一个乡镇级行政单位。

## 行政区划
马圈堡乡下辖以下地区：
马圈堡村、石盆村、秦家庄村、西地村、保辛庄村、马家窑村、保伸观村、籍箕滩村、岳家庄村、榆条沟村、涧口村、焦家庄村、骆驼岭村、宋家庄村、榆林关村、员家庄村和贺家砦村。